# Béla Czóbel
Béla Czóbel (4 de septiembre de 1883-30 de enero de 1976) fue un pintor húngaro.
Fue alumno de Béla Iványi Grünwald en la escuela impresionista de Nagybánya. Entre 1902 y 1903 fue alumno de Ludwig von Herterich y Julius Diez en la Academia de Bellas Artes de Múnich, poco después se inscribió en la Académie Julian de París como alumno de Jean Paul Laurens. En París conoció a Pablo Picasso y André Dunoyer Segonzac. Está considerado como uno de los miembros de la denominada Escuela de París. Hasta 1914 estuvo viviendo en París formando parte de diversas asociaciones de artistas. Durante la Primera Guerra Mundial se trasladó a los Países Bajos y después vivió en Berlín hasta 1925 cuando volvió a trasladarse a París. Sin embargo mantuvo sus relaciones con los artistas húngaros y pasaba sus veranos en Szentendre, a veinte kilómetros de Budapest.
Su estilo refleja los principios de la escuela Nagybánya. Después incorporó colores fuertes en sus obras cuando se adhirió al movimiento de los pintores fovistas en 1905 tras conocer a Matisse. Con Derain, Vlaminck, Braque y Matisse participó en la exposición del Salón de otoño de 1905. Su estilo personal ha estado influido por tanto por el fovismo, el expresionismo alemán y el de la escuela Nagybánya. En 1933 recibió el Premio Czóbel Szinyei y en 1948 el Premio Kossuth.
Se casó dos veces. La primera con la pintora y diseñadora textil ruso-alemana Isolde Daig (1872-1951), con quien tuvo una hija: la bailarina expresionista y coreógrafa Lisa Czóbel (1906-1992). En 1934 se separaron, divorciándose en 1939. Su segunda esposa fue la también pintora Mária Modok (1896-1971), formada en la Escuela Libre de Baia Mare, celebrando su matrimonio en los años 40. Béla Czóbel y Mária Modok están enterrados en el Cementerio de Farkasrét, en Budapest.
Desde 1975 existe en Szentendre el Museo Czóbel frente a la iglesia católica de San Juan Bautista.